# 圖思峰
圖思峰（英語：Tooth Peak），是南極洲的山峰，位於維多利亞地的彭內爾海岸，處於雕塑山北端，由新西蘭探險隊命名，現時由南極條約體系管理。

## 外部連結
- 本条目引用的公有领域材料来自美国地质调查局的文档 《圖思峰》 （資料來自地名信息系统）。

72°47′S 162°3′E / 72.783°S 162.050°E